# حق النساء في التصويت في أستراليا

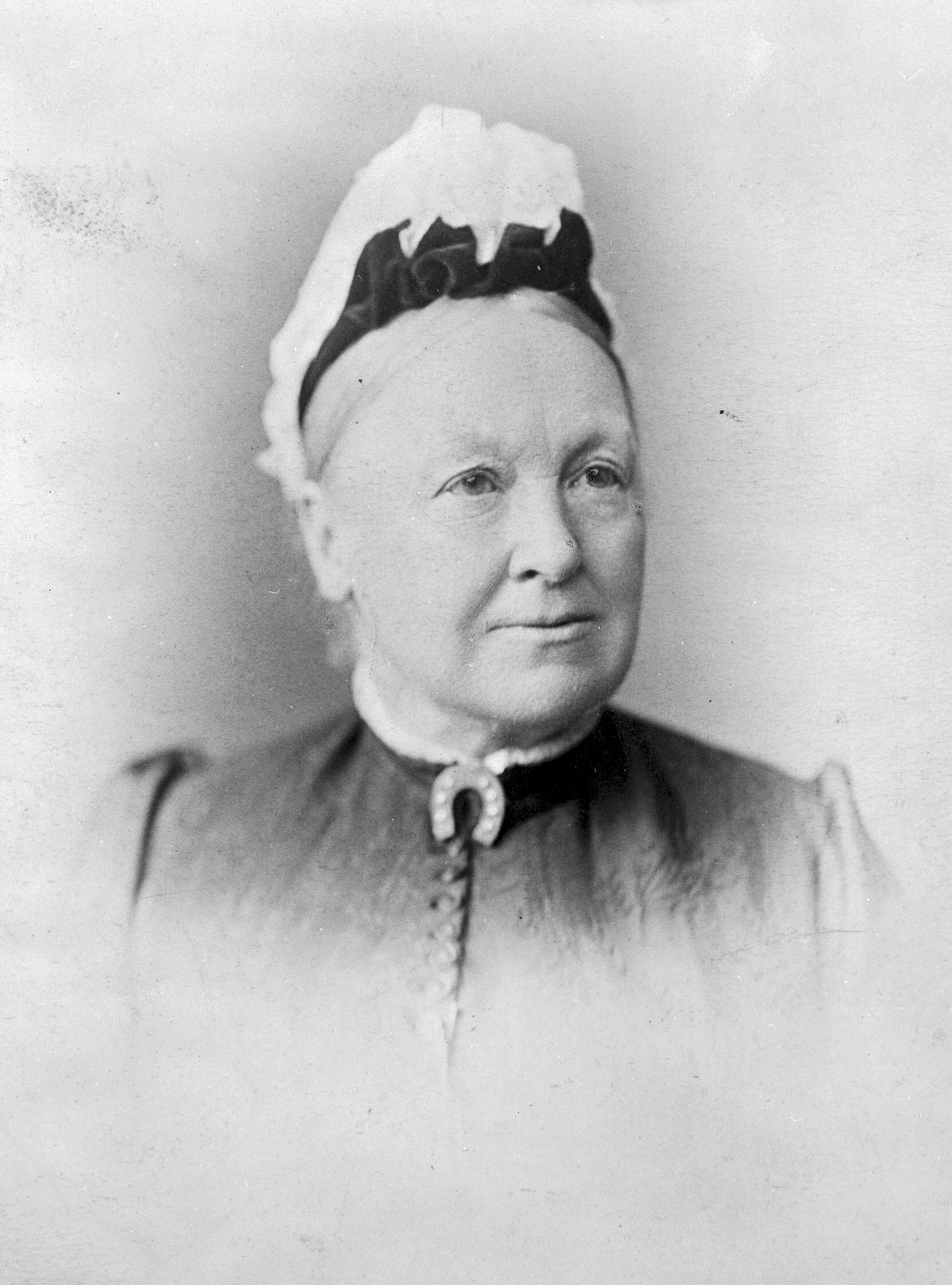

كان حق النساء في التصويت في أستراليا من أوائل أهداف حركة المساواة بين الجنسين في أستراليا. بدأ قبول حق النساء في التصويت في أستراليا وتشريعه اجتماعيًا وسياسيًا في أواخر القرن التاسع عشر، بدءًا بولاية أستراليا الجنوبية في عام 1894، وولاية أستراليا الغربية في عام 1899. في عام 1902، أقر البرلمان الأسترالي الحديث قانون الكومنولث لحق الانتخاب لعام 1902، الذي أرسى قانونًا موحدًا يُمكن النساء (باستثناء نساء «السكان الأصليين» لأستراليا وإفريقيا وآسيا وجزر المحيط الهادئ، ما لم يُستثنى بموجب المادة 41 من الدستور) من التصويت في الانتخابات الفيدرالية والترشح للبرلمان الفيدرالي. أزال ذلك القانون التمييز بين الجنسين في ما يتعلق بالحقوق الانتخابية للانتخابات الفيدرالية في أستراليا. بحلول عام 1911، كانت الولايات الأسترالية المتبقية قد سنّت قوانين حق النساء في التصويت في انتخابات الولايات. استغرق الأمر وقتًا أطول قبل أن تتمكن النساء من ترشيح أنفسهن للبرلمان في جميع أنحاء أستراليا، بل ووقتًا أطول قبل أن يُنتخبن بالفعل.

## نبذة تاريخية

### تجارب ما قبل القرن التاسع عشر
تخضع مجتمعات الشعوب الأصلية، بعد الاستعمار، لمجالس الشيوخ ولعملية صنع قرارات مؤسسية.
كان بإمكان الإناث المتحدرات من سلالة متمردي بونتي، اللاتي عشن في جزر بيتكيرن، أن يصوتوا اعتبارًا من عام 1838، واستمر هذا الحق معهم، بعد إعادة توطينهن في جزيرة نورفولك (والتي أصبحت الآن إقليمًا خارجيًا استراليًا) في عام 1856.

### حركة حق النساء في التصويت
خلال القرن التاسع عشر، تسارعت الحركة المطالبة بحق النساء في التصويت. تباينت الخبرات والمنظمات المشاركة في حركة حق النساء في التصويت عبر المستعمرات.
مُنحت النساء ذوات الأملاك في مستعمرة أستراليا الجنوبية حق التصويت في الانتخابات المحلية (ولكن ليس الانتخابات البرلمانية) في عام 1861. أقر برلمان جنوب أستراليا الحق في التصويت والترشح للبرلمان في عام 1894، وحصل القانون على الموافقة الملكية في عام 1895. ينطبق القانون بالمثل على ولاية الإقليم الشمالي، الذي كان آنذاك جزءًا من ولاية أستراليا الجنوبية. بينما كان القانون قيد المناقشة، ألغى المعارضون بندًا يحظر على المرأة شغل مقعد في البرلمان، معتقدين أن ذلك سيلغي مشروع القانون. كان لذلك، بالمقابل، أثر عكسي، وهو ما ترتب عليه إعطاء مشروع قانون الدستور (حق الإناث في التصويت) لأستراليا الجنوبية النساء الحق في تقلد مناصب تشريعية دون قصد. يرجع ذلك إلى أن المادة 41 من الدستور الأسترالي تنص على أنه «لا يجوز، بموجب أي قانون للكومنولث، منع أي شخص بالغ يتمتع بحق التصويت في انتخابات مجلس برلمان الدولة، ما دام هذا الحق ساريًا، من التصويت في انتخابات أي من مجلسي برلمان الكمنولث». في عام 1897، أصبحت كاثرين هيلين سبينس أول مرشحة سياسية للمناصب السياسية، ولم تفلح في الترشح للانتخابات في ولاية أستراليا الجنوبية بصفتها ممثل للجمعية الفيدرالية في الاتحاد الأسترالي، التي عقدت في مدينة أديلايد.
منحت ولاية أستراليا الغربية حقوق التصويت للنساء عام 1899، في الوقت المناسب للنساء في الولاية من أجل الإدلاء بأصواتهن في أول انتخابات فيدرالية.
في ولاية فيكتوريا، كانت سيدة الأعمال، فاني فينش، إحدى أوائل النساء المعروفات اللائي أدلين بأصواتهن، وذلك في عام 1856. اتبعت المجموعة الأولى من النساء مقولة هيلين هاريس «الحق في الترشح، الحق في التصويت». منح قانون الانتخابات لعام 1863 حق التصويت لجميع دافعي الضرائب المدرجة أسماؤهم في القوائم البلدية المحلية. تمكنت بعض النساء، اللاتي كن يدفعن الضرائب، في فيكتوريا من التصويت في انتخابات المستعمرة لعام 1864. غير أن الهيئة التشريعية، التي كانت كلها من الذكور، اعتبرت ذلك خطأً تشريعيًا، وسرعان ما عدلت القانون في عام 1865، في الوقت المناسب لانتخابات عام 1866، من أجل ألا يُطبق التصويت إلا على الذكور من دافعي الضرائب. شكلت هنرييتا دوغديل، التي نادت علنًا بحق النساء في التصويت منذ عام 1868، بجانب آني لوي الجمعية الفكتورية لحق النساء في التصويت، وذلك في عام 1884، وهي أول جمعية أسترالية لحق النساء في التصويت. دعت الجمعية إلى حق التصويت للنساء على قدم المساواة مع الرجال. استغرق الأمر صياغة الأعضاء لنحو 19 مشروع قانون منذ عام 1889، قبل أن تحصل المرأة الفيكتورية على حق التصويت في عام 1908، وتمكنت من ممارسة التصويت لأول مرة في انتخابات الولاية لعام 1911، وهي آخر ولاية تفعل ذلك. انحلت الجمعية الفيكتورية في عام 1908، بعد حصول النساء في الولاية على التصويت.
في عام 1889، ساعدت روز سكوت وماري ويندير في تأسيس جمعية أدب المرأة في مدينة سيدني، التي نمت لتصبح رابطة حق الاقتراع النسائية في نيوساوث ويلز في عام 1891.
في ولاية كوينزلاند، تأسست رابطة المرأة للمساواة في حق التصويت في عام 1894، وجمعت عريضتين في عام 1894 من أجل حق المرأة في التصويت. حصلت العريضة الأولى على 7,781 توقيعًا من النساء وحصلت الثانية على 3,575 توقيعًا من الرجال. دعت العريضتان إلى أن يكون لكل شخص الحق في صوت واحد فقط، إذ كان لدى الرجال في ذلك الوقت الحق في أصوات متعددة.
نظمت الحركة النسائية المسيحية للامتناع عن المُسكرات في كوينـزلاند عريضة ثالثة في عام 1897 واجتذبت 3,869 توقيعًا من جانب الرجال والنساء، ودعت إلى حق التصويت للنساء على قدم المساواة مع الرجال. انحلت رابطة حق التصويت في عام 1905 بعد أن حصلت النساء في الولاية على حق التصويت.
قدمت الرابطة النسائية لحق المرأة في التصويت في ولاية نيوساوث ويلز عريضة إلى الاجتماع الفيدرالي الأسترالي في 23 مارس 1897، تدعو فيها إلى إدراج حق المرأة في التصويت في ولاية نيوساوث ويلز وتسمانيا وفيكتوريا وأستراليا الغربية في الدستور.
في عام 1889 شُكلت هيئة موحدة، هي الجمعية الأسترالية لحق النساء في التصويت، بهدف تثقيف النساء والرجال بشأن حق المرأة في التصويت والترشح للبرلمان. من الشخصيات الرئيسية في الحركة الأسترالية لحق النساء في التصويت: ماري لي وكاثرين هيلين سبينس من ولاية أستراليا الجنوبية؛ وإديث كوان من ولاية أستراليا الغربية؛ ومايبانك أندرسون، ولويزا لوسون، ودورا مونتيفيوري، وروز سكوت من ولاية نيوساوث ويلز؛ وأليسيا أوشيه بيترسن، وجيسي روك من ولاية تاسمانيا؛ وإيما ميلر من ولاية كوينزلاند؛ وأنيت بيير كروفورد، وهنريتا دوغديل، وفيدا جولدشتاين، وأليس هنري، وآني لوي، وماري كولتون من ولاية فيكتوريا.
قامت مختلف جمعيات حق التصويت بجمع توقيعات على عرائض حق التصويت المزمع عرضها على البرلمان. تباينت النتائج. دُوِّنت مؤخرًا بعض هذه العرائض ويمكن البحث عنها رقميًا.